# 長野県道130号菱野筒井線

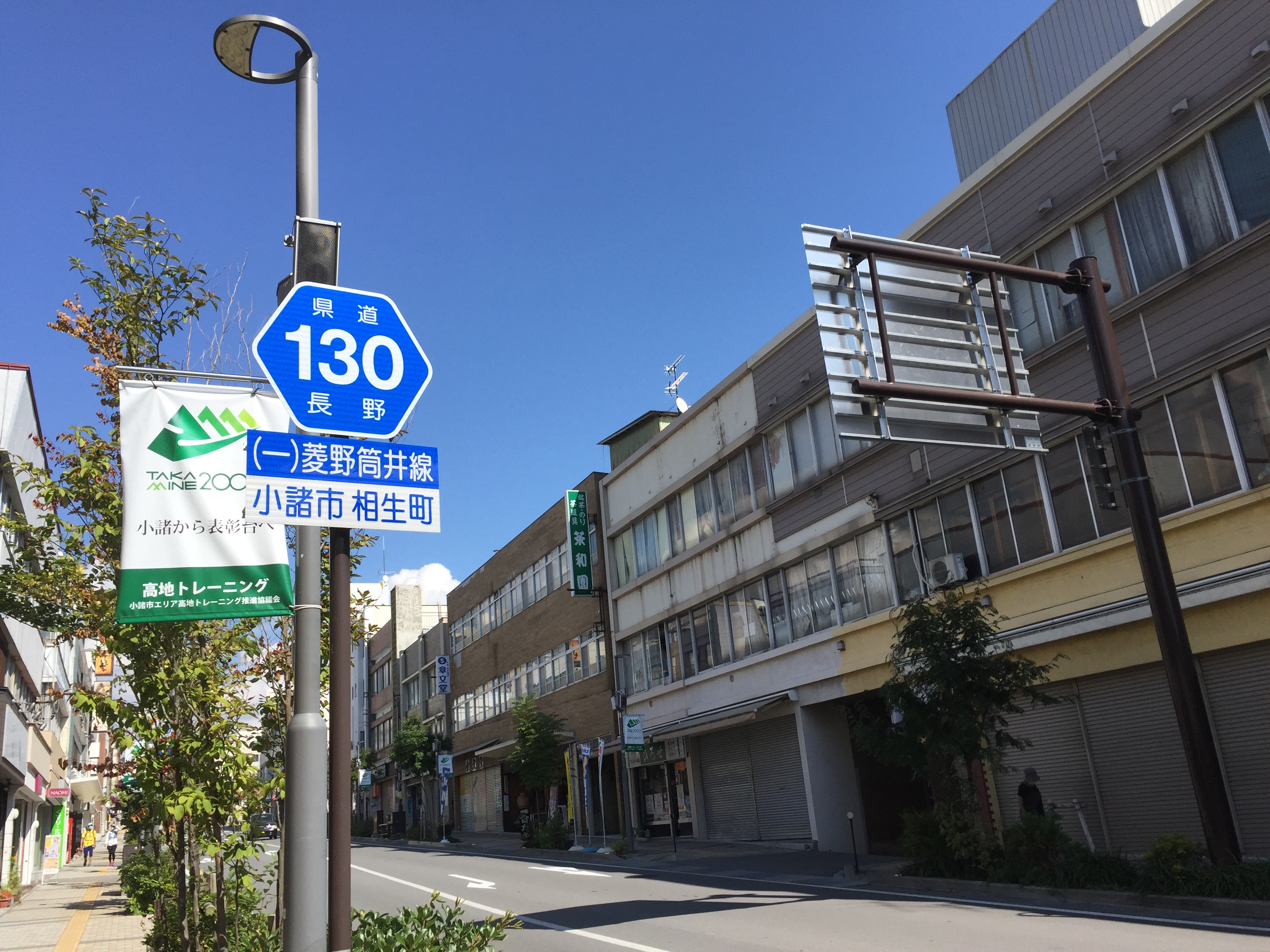
県道番号標示（小諸市相生町）

長野県道130号菱野筒井線（ながのけんどう130ごう ひしのつついせん）は、長野県小諸市を走る一般県道。

## 概要

### 路線データ
- 起点：小諸市菱平（菱野温泉）
- 終点：小諸市相生町1丁目（小諸駅前ロータリー）

## 交差・接続する道路
- 浅間山麓広域農道 - 小諸市菱平（菱野交差点）
- 国道18号小諸バイパス - 小諸市乙（平林交差点）・甲（坂の上中央交差点）間 ※一部重複
- 長野県道40号諏訪白樺湖小諸線 - 小諸市荒町1丁目（荒町一丁目交差点）・相生町2丁目間
- 国道18号旧道 - 小諸市相生町2丁目